# Tumes mezi
Tumes mezi este o arie protejată (arie specială de conservare — SAC, sit de importanță comunitară — SCI, arie de protecție specială avifaunistică — SPA) din Letonia întinsă pe o suprafață de 67,73 ha, integral pe uscat.

## Localizare
Centrul sitului Tumes mezi este situat la coordonatele 57°00′30″N 23°01′26″E / 57.0084°N 23.024°E.

## Înființare
Situl Tumes mezi a fost declarat arie de protecție specială avifaunistică în decembrie 2003 pentru a proteja . Alte tipuri de protecție:
- sit de importanță comunitară (în mai 2004)
- arie specială de conservare (în mai 2004)[1][3][4]

## Biodiversitate
Situată în ecoregiunea boreală, aria protejată conține 2 habitate naturale: Mlaștini turboase de tranziție și turbării mișcătoare, Taiga vestică.
La baza desemnării sitului se află un număr nedeclarat de specii protejate:
Pe lângă speciile protejate, pe teritoriul sitului au mai fost identificate 1 specie de plante.